# 반암서원
반암서원(盤巖書院)은 대한민국 경상북도 고령군에 위치한 조선 시대의 서원이다. 1794년에 창건되었으며, 정구(鄭矩), 정선경(鄭善卿), 정종(鄭種), 정비(鄭秠)를 제향하고 있다.